# Run rig

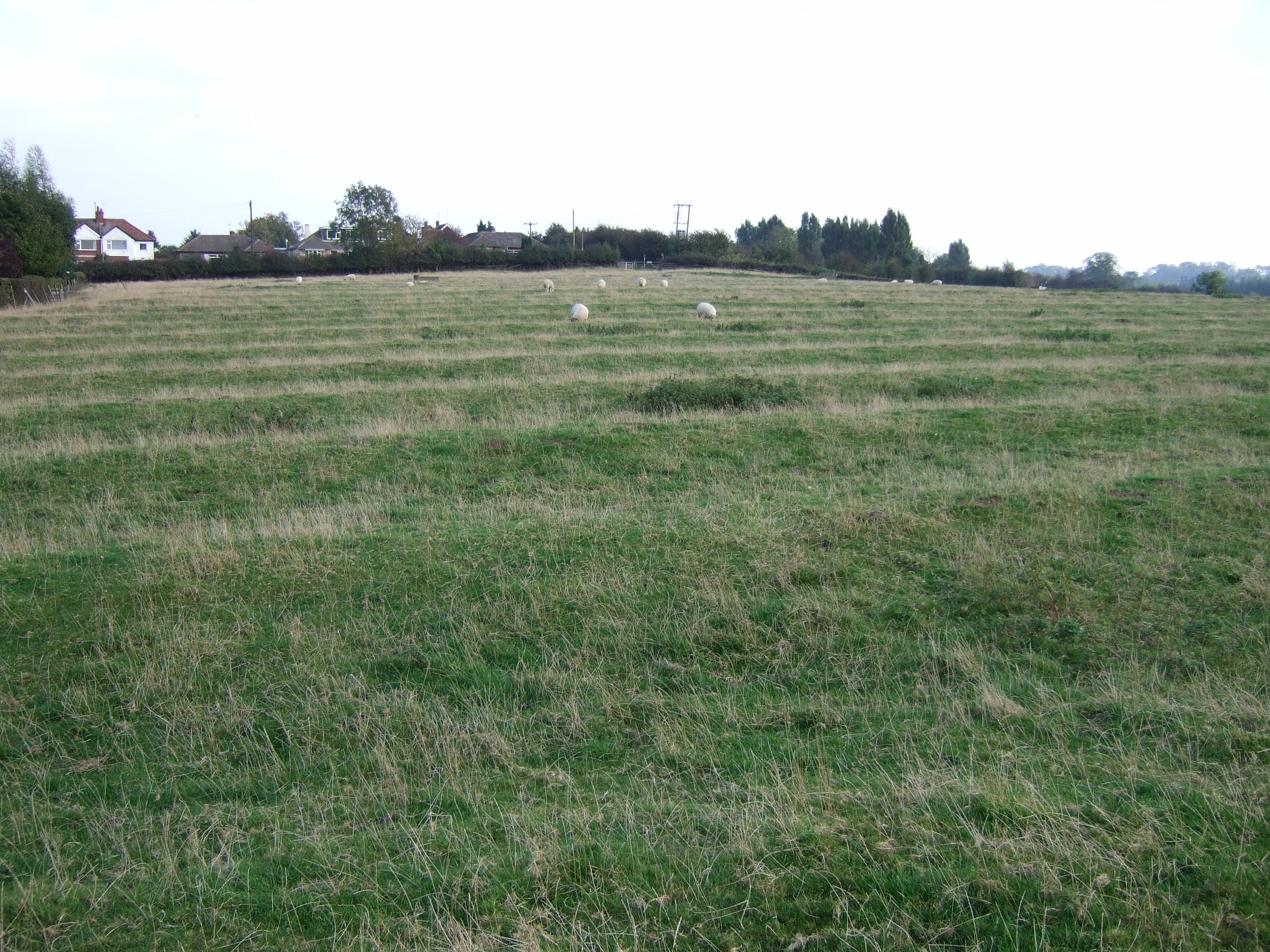
Run Rig o Ridge and furrow en East Leake Nottinghamshire

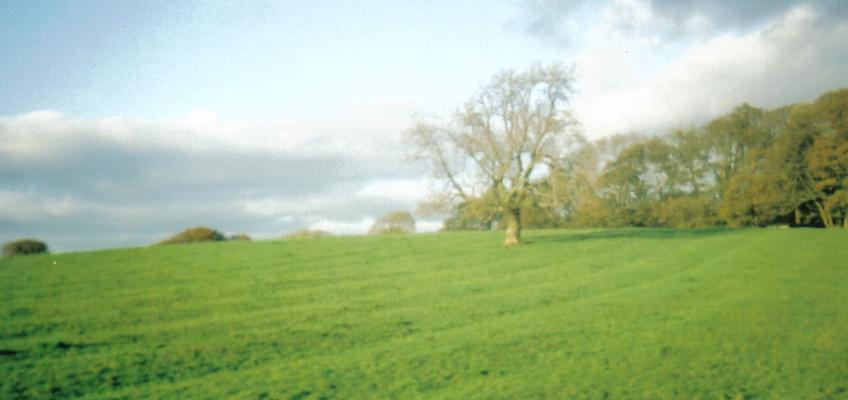
Marcas antiguas de Rig and furrow en el National Museum of Rural Life

El término inglés Run Rig (también llamado Ridge and furrow, “cresta y surco”) hace referencia a un sistema de ocupación y uso de tierras practicado tradicionalmente en el norte y oeste de Gran Bretaña, especialmente en Escocia. 
El nombre hace referencia a las crestas y surcos de este sistema, con alternancia de surcos y plataformas. La utilidad del sistema es que los surcos y las plataformas tienen un ancho de entre 3 y 20 metros y discurren paralelos o perpendiculares a la pendiente, lo que impide o facilita la pérdida de agua en la tierra, según la necesidad de cultivo.
El sistema continuó en uso hasta el siglo XX en las islas Hébridas. En Irlanda existe un sistema similar llamado Rundale.
En las zonas donde los cultivos herbáceos fue abandonado durante años y la superficie de la tierra se mantuvo sin cambios, es aún visible su topografía ondulada tan característica. Ejemplo de ello es el campo de golf Braid Hills en Edimburgo.